# Eveline Saalberg
Eveline Saalberg (* 30. Juli 1998 in Arnhem) ist eine niederländische Sprinterin und Hürdenläuferin, die sich auf die 400-Meter-Distanz spezialisiert hat. Mit der niederländischen 4-mal-400-Meter-Staffel wurde sie 2023 in Budapest Weltmeisterin im Freien sowie 2024 in Glasgow in der Halle.

## Sportliche Laufbahn
Erste internationale Erfahrungen sammelte Eveline Saalberg bei den World Athletics Relays 2021 im polnischen Chorzów, bei denen sie in 3:21,02 min den achten Platz in der Mixed-Staffel belegte und der 4-mal-400-Meter-Frauenstaffel zum Finaleinzug verhalf. Im Jahr darauf startete sie in der Frauenstaffel bei den Hallenweltmeisterschaften in Belgrad und gewann dort in 3:28,57 min gemeinsam mit Lieke Klaver, Lisanne de Witte und Femke Bol die Silbermedaille hinter dem jamaikanischen Team. Im Juli schied sie bei den Weltmeisterschaften in Eugene mit 52,59 s in der ersten Runde im 400-Meter-Lauf aus und verhalf der Mixed-Staffel zum Finaleinzug und trug damit zum Gewinn der Silbermedaille bei. Anschließend gelangte sie bei den Europameisterschaften in München das Halbfinale über 400 Meter und schied dort mit 52,45 s aus. Zudem siegte sie in 3:20,87 min gemeinsam mit Lieke Klaver, Lisanne de Witte und Femke Bol in der 4-mal-400-Meter-Staffel. 2023 gewann sie bei den Halleneuropameisterschaften in Istanbul in 3:25,66 min gemeinsam mit Lieke Klaver, Cathelijn Peeters und Femke Bol im Staffelbewerb und stellte damit einen neuen Landes- und Meisterschaftsrekord auf. Im Juli startete sie in der Mixed-Staffel bei der 1. Liga der Team-Europameisterschaft im Rahmen der Europaspiele in Chorzów und wurde dort in 3:20,40 min Achte im A-Lauf. Im August startete sie mit der Frauenstaffel bei den Weltmeisterschaften in Budapest und siegte dort mit neuem Landesrekord von 3:20,72 min gemeinsam mit Klaver, Peeters und Bol. Damit kamen die Weltmeisterinnen erstmals seit 2005 wieder aus einem europäischen Land. Im Jahr darauf kam sie bei den Hallenweltmeisterschaften in Glasgow im Staffelbewerb im Vorlauf zum Einsatz und trug damit zum Gewinn der Goldmedaille bei. Im Mai wurde sie bei den World Athletics Relays auf den Bahamas in 3:27,45 min Erste im B-Lauf in der 2. Qualifikationsrunde über 4-mal 400 Meter für die Olympischen Spiele in Paris und sicherte damit dem niederländischen Team einen Startplatz. Anschließend verhalf sie der Frauenstaffel bei den Europameisterschaften in Rom zum Finaleinzug und trug somit zum Gewinn der Goldmedaille bei. Im August kam sie bei den Olympischen Sommerspielen in Paris ebenfalls im Vorlauf zum Einsatz und trug so zum Gewinn der Silbermedaille bei.
2025 siegte sie bei den Halleneuropameisterschaften in Apeldoorn in 3:15,63 min gemeinsam mit Nick Smidt, Tony van Diepen und Femke Bol in der erstmals ausgetragenen Mixed-Staffel über 4-mal 400 Meter. Am nächsten Tag schied sie dann über 400 Meter mit 52,93 s in der ersten Runde aus.
2019 wurde Saalberg niederländische Meisterin im 400-Meter-Hürdenlauf sowie 2023 über 400 Meter.

## Persönliche Bestleistungen
- 200 Meter: 23,39 s (+0,6 m/s), 14. August 2021 in La Chaux-de-Fonds
- 400 Meter: 50,95 s, 14. Juli 2024 in La Chaux-de-Fonds
  - 400 Meter (Halle): 52,54 s, 26. Februar 2022 in Apeldoorn
- 400 m Hürden: 58,86 s, 27. Juli 2019 in Den Haag